# Desa Galungan
Desa Galungan är en administrativ by i Indonesien. Den ligger i provinsen Provinsi Bali, i den sydvästra delen av landet, 900 km öster om huvudstaden Jakarta. Desa Galungan ligger på ön Bali.